# Districtul Yumbe
Districtul Yumbe este una dintre cele 80 unități administrativ-teritoriale de gradul I ale Ugandei.